# TDRS-N
O TDRS-M é um projeto opcional de satélite de comunicação geoestacionário estadunidense que se for adiante será construído pela Boeing. Ele vai ser operado pela NASA. Se aprovado a construção, o satélite será baseado na plataforma BSS-601HP e sua expectativa de vida útil será de 15 anos.